# چارلز شایر
چارلز شایر (انگلیسی: Charles Shyer؛ ۱۱ اکتبر ۱۹۴۱ – ۲۷ دسامبر ۲۰۲۴) کارگردان، فیلم‌نامه‌نویس و تهیه‌کننده اهل ایالات متحده آمریکا بود.

## فیلم‌شناسی
| سال  | فیلم                                             | نقش                           | توضیحات |
| ---- | ------------------------------------------------ | ----------------------------- | --- |
| ۱۹۷۷ | Smokey and the Bandit                            | نویسنده                       | نامزد – جایزه گلدن گلوب بهترین بازیگر زن فیلم موزیکال یا کمدی نامزد – جایزه اسکار بهترین تدوین فیلم |
| ۱۹۷۸ | House Calls                                      | نویسنده                       | نامزد – Writers Guild of America Award for Best Original Screenplay |
| ۱۹۷۸ | Goin' South                                      | نویسنده                       | نامزد – جایزه گلدن گلوب for Best Motion Picture Acting Debut |
| ۱۹۸۰ | سرباز بنجامین                                    | نویسنده & تهیه‌کننده           | برنده – Writers Guild of America Award for Best Original Screenplay نامزد – جایزه اسکار بهترین فیلم‌نامه غیراقتباسی نامزد – جایزه اسکار بهترین بازیگر نقش اول زن نامزد – جایزه اسکار بهترین بازیگر نقش مکمل زن نامزد – جایزه گلدن گلوب بهترین بازیگر زن فیلم موزیکال یا کمدی                                |
| ۱۹۸۴ | Irreconcilable Differences                       | نویسنده & کارگردان            | نامزد – جایزه گلدن گلوب بهترین بازیگر زن فیلم موزیکال یا کمدی نامزد – جایزه گلدن گلوب بهترین بازیگر نقش مکمل زن |
| ۱۹۸۴ | Protocol                                         | نویسنده                       | |
| ۱۹۸۶ | Jumpin' Jack Flash                               | نویسنده (as J.W. Melville)    | |
| ۱۹۸۷ | Baby Boom                                        | نویسنده & کارگردان            | نامزد – جایزه گلدن گلوب بهترین فیلم موزیکال یا کمدی |
| ۱۹۹۱ | پدر عروس                                         | نویسنده & کارگردان            | "Won- BMI Film Music Award 1993 |
| ۱۹۹۲ | Once Upon a Crime                                | نویسنده                       | |
| ۱۹۹۴ | I Love Trouble                                   | نویسنده & کارگردان            | |
| ۱۹۹۵ | Father of the Bride Part II                      | نویسنده & کارگردان            | نامزد – جایزه گلدن گلوب بهترین بازیگر مرد فیلم موزیکال یا کمدی |
| ۱۹۹۸ | The Parent Trap                                  | نویسنده & تهیه‌کننده           | نامزد – جایزه هنرمند جوان |
| ۲۰۰۱ | Affair of the Necklace                           | کارگردان & تهیه‌کننده          | نامزد – جایزه اسکار بهترین طراحی لباس |
| ۲۰۰۴ | الفی                                             | نویسنده، کارگردان & تهیه‌کننده | برنده – Golden Globe Award for Best Original Song برنده – Critic's Choice Award for Best Song نامزد – Empire Award for Best Newcomer |
| ۲۰۱۲ | Ieri Oggi Domani (Yesterday, Today and Tomorrow) | نویسنده & کارگردان            | برنده – Internet Advertising Competition 2012 for Best Online Fashion or Beauty Film برنده – Internet Advertising Competition 2012 for Best in Show برنده – Best Shorts Competition Award برنده – The Telly Award برنده – The Accolade Competition Award برنده – Academy of Visual Arts Communicator Award |